# 適婚女郎
《適婚女郎》（日语：デイジー・ラック）是日本放送協會製作，2018年4月20日至2018年6月22日晚上10時於NHK綜合台播放的「電視劇10」連續電視劇。改編自漫畫家海野津波（日语：海野つなみ）連載的同名漫畫。由佐佐木希，夏菜，中川翔子，德永繪里主演。

## 劇情概要
自幼是青梅竹馬的楓、薫、滿、繪美四人，久違地在繪美的婚禮上重逢。但是當天，楓（佐佐木希 飾）任職的公司突然破產，又被男友拋棄，在屆齡30歲時失去工作與戀愛。楓決定實現從小的夢想轉當麵包師傅，雖然得到在鎮上的麵包店工作的機會，但是前輩安藝（鈴木伸之 飾）的指導相當嚴厲。在楓邁向新人生的同時，在高級沙龍工作的薫（夏菜 飾）、皮包師傅滿（中川翔子 飾）、新婚的繪美（德永繪里 飾）日常生活都各自有意想不到的展開。四人的未來究竟會如何？

## 主要角色
| 演員       | 角色           | 備註                           |
| 佐佐木希   | 山城楓(29)     | 前珠寶店勤務。                 |
| 夏菜       | 周防薰(29)     | 美容沙龍的員工。               |
| 中川翔子   | 讃岐滿(29)     | 皮件職人。                     |
| 德永繪里   | 岩代繪美(29)   | 新婚的專業主婦，與岩代隆結婚。 |
| 鈴木伸之   | 安藝開人       | 歐洲歸國的麵包職人。           |
| 矢野聖人   | 津幡章生(24)   | 「北村麵包店」的員工。         |
| 井上苑子   | 箱崎るり(21)   | 「北村麵包店」的工讀生。       |
| 蘆名星     | 松下リエコ(30) | 北村家的女兒，安藝的前女友。   |
| 豐田真帆   | 北村萬里江     | 「北村麵包店」店主的妻子。     |
| 小林隆     | 北村等(55)     | 「北村麵包店」店主。           |
| 淺香航大   | 清水浩太(30)   | 楓的戀人，大企業公司的上班族。 |
| 片平渚     | 山城遼子(56)   | 楓的母親。                     |
| 桐山漣     | 大和孝一郎(35) | 薰的對手公司業務。             |
| 磯村勇斗   | 周防貴大(27)   | 薰的弟弟，出版社業務。         |
| 柳俊太郎   | 牧村真司(27)   | 薫的戀人，大學生。             |
| MEGUMI     | 高桑瑞枝(38)   | 薫的上司，高級美容沙龍的老闆。 |
| 長谷川朝晴 | 岩代隆(41)     | 繪美的丈夫，上班族。           |

## 製作團隊
- 編劇：橫田理惠、山岡潤平
- 主題曲：《幸せって。》（Crystal Kay）
- 導演：木下高男、都築淳一、小山田雅和
- 製作：NHK

## 播出日程
| 1                                                       | 4月20日 | 4.2% |
| 2                                                       | 4月27日 | 5.0% |
| 3                                                       | 5月4日  | 3.2% |
| 4                                                       | 5月11日 | 3.9% |
| 5                                                       | 5月18日 | 3.4% |
| 6                                                       | 5月25日 | 3.9% |
| 7                                                       | 6月1日  | 3.8% |
| 8                                                       | 6月8日  | 3.3% |
| 9                                                       | 6月15日 | %    |
| 最終                                                    | 6月22日 | %    |
| 平均收視率3.84%（收視率由Video Research於關東地區統計） |         |      |

## 外部連結
- NHK電視台官方網站 （页面存档备份，存于）

## 節目變遷
| NHK 電視劇10                         | NHK 電視劇10                          | NHK 電視劇10 |
| ------------------------------------ | ------------------------------------- | ------------ |
|                                      | 適婚女郎 （2018年4月20日－6月22日）   |              |
| 女子的生活 （2018年1月5日－1月26日） | 透明的搖籃 （2018年7月20日－9月21日） |              |